# Калуе
Калуе (перс. كلوعه) — село в Ірані, у дегестані Сардар-е-Джанґаль, у бахші Сардар-е-Джанґаль, шагрестані Фуман остану Ґілян. За даними перепису 2006 року, його населення становило 23 особи, що проживали у складі 6 сімей.

## Клімат
Середня річна температура становить 11,59 °C, середня максимальна – 26,85 °C, а середня мінімальна – -4,84 °C. Середня річна кількість опадів – 477 мм.
| Клімат поселення                              | Клімат поселення | Клімат поселення | Клімат поселення | Клімат поселення | Клімат поселення | Клімат поселення | Клімат поселення | Клімат поселення | Клімат поселення | Клімат поселення | Клімат поселення | Клімат поселення | Клімат поселення |
| Показник                                      | Січ.             | Лют.             | Бер.             | Квіт.            | Трав.            | Черв.            | Лип.             | Серп.            | Вер.             | Жовт.            | Лист.            | Груд.            |                  |
| Середній максимум, °C                         | 8,04             | 7,84             | 9,08             | 15,15            | 21,22            | 25,81            | 26,85            | 26,75            | 22,64            | 19,61            | 12,73            | 8,42             |                  |
| Середня температура, °C                       | 1,70             | 1,50             | 2,74             | 8,80             | 14,88            | 19,48            | 22,35            | 22,24            | 18,16            | 15,12            | 8,23             | 3,91             |                  |
| Середній мінімум, °C                          | −4,64            | −4,84            | −3,62            | 2,46             | 8,52             | 13,13            | 17,85            | 17,75            | 13,63            | 10,61            | 3,73             | −0,59            |                  |
| Норма опадів, мм                              | 40               | 37               | 61               | 64               | 36               | 17               | 12               | 16               | 33               | 48               | 47               | 66               |                  |
| Середньомісячна швидкість вітру, м/с          | 2.06             | 2.42             | 2.47             | 2.52             | 2.18             | 2.03             | 2.31             | 2.15             | 1.84             | 1.96             | 1.99             | 1.97             |                  |
| Середньомісячна сонячна радіація, кДж/м²·день | 7229             | 9657             | 11784            | 16063            | 19918            | 22548            | 23072            | 19894            | 16606            | 11775            | 8946             | 6974             |                  |
| --------------------------------------------- | ---------------- | ---------------- | ---------------- | ---------------- | ---------------- | ---------------- | ---------------- | ---------------- | ---------------- | ---------------- | ---------------- | ---------------- | ---------------- |
| Джерело:                                      |                  |                  |                  |                  |                  |                  |                  |                  |                  |                  |                  |                  |                  |